# Cercopithecus pogonias
Il cercopiteco coronato (Cercopithecus pogonias Bennett, 1833) è un primate della famiglia delle Cercopithecidae.

## Descrizione
La lunghezza del corpo può variare tra 40 e 65 cm, quella della coda può arrivare a 87 cm; il peso è tra 2 e 6 kg. Come per gli altri cercopitechi, vi è un certo dimorfismo sessuale, con il maschio più grande della femmina. Il colore del corpo è grigio-verde sul lato dorsale e giallastro sul lato ventrale; le estremità degli arti sono nere; il muso esibisce una varietà di colori: la zona intorno agli occhi è bluastra, ma sottili strisce nere vanno dagli occhi alle orecchie, le labbra sono rosa e le “basette” laterali gialle; alla sommità del capo è il ciuffo nero che dà il nome alla specie.

## Distribuzione e habitat
La specie è presente in Africa centrale; l'areale comprende il sudest della Nigeria, il Camerun, la Guinea equatoriale, la Repubblica del Congo e la parte occidentale della Repubblica Democratica del Congo. L'habitat è la foresta pluviale tropicale.

## Biologia
Conduce vita arboricola e ha attività diurna. Vive in gruppi territoriali, formati da un maschio adulto, diverse femmine e piccoli, per un totale da 13 a 18 individui.  Si formano anche gruppi di giovani maschi.
Si nutre soprattutto di frutta, ma la dieta comprende anche foglie, insetti e altri invertebrati.
La maturità sessuale è raggiunta a tre anni dalle femmine, dai sei ai sette anni dai maschi. La longevità è intorno ai 30 anni.

## Conservazione
La specie non è considerata in pericolo dalla IUCN.